# 張洎
张洎（934年—997年），字師黯，一字皆仁，安徽滁州全椒人。張璪之祖父。

## 生平
曾祖張旼，澄城尉。祖張蘊，泗上轉運巡官。父張煦，滁州司法掾。张洎生於後唐明宗長興四年（934年），好攻人短，博覽佛道書籍。南唐保大十六年（958年）戊午科伍喬榜進士第二名，官禮部員外郎、知制誥，起草詔書。任中书舍人，拜清辉殿大学士。
開寶八年（975年），宋太祖趙匡胤滅南唐，張洎跟隨李煜降宋，宋太祖取出張洎早先求援的蜡书責難之。张洎从容回答：“各为其主，今能一死，尽为臣之份了。”授太子中允。太宗時，選直舍人院。太平兴国四年（979年），张洎出知相、贝两州。歷任礼部侍郎、太仆少卿、谏议大夫、大理寺判兼史馆修撰、中书舍人、翰林院学士。至道二年（997年）为参知政事，不久降为刑部侍郎，十餘日後卒。追赠刑部尚书。
相傳仙人呂洞賓曾經顯靈，並告知他「功成當在瓜破年」，結果張洎在六十四歲時逝世。

## 作品
曾重修《太祖實錄》，未成而卒。著有《木鐸集》十二卷，今不傳。